# Рошаль, Григорий Львович
Григо́рий Льво́вич Роша́ль (при рождении Гирша Лейбович Рошаль; 21 октября 1899, Новозыбков, Черниговская губерния — 11 января 1983, Москва) — советский режиссёр театра и кино, сценарист, педагог и публицист. Народный артист СССР (1967), лауреат двух Сталинских премий первой степени (1950, 1951).

## Биография
Родился 9 (21) октября 1899 года в Новозыбкове Российской империи (ныне Брянская область), в семье шкловского мещанина, аптекаря Лейба Шлёмовича (Льва Соломоновича) Рошаля (1868—?) и Лиси Шлёмовны (Елизаветы Соломоновны) Штейн (1876—?). Детские годы провёл в местечке Семёновка Новозыбковского уезда Черниговской губернии, откуда происходили родители и где с 1859 года жили его дед, шкловский мещанин и тоже аптекарь Шлёма Гиршевич Рошаль (1833—?), и бабушка Двейра Лейбовна Рошаль (1841—?) с остальными членами семьи.
Окончил Тенишевское училище в Петрограде, в 1918—1919 годах — сотрудник Наркомпроса Украины и Крыма. С 1919 года — инструктор Наркомпроса Азербайджана, заведующий художественно-воспитательной частью детского городка в Железноводске, с 1920 — в детской студии в Кисловодске. В 1921 году переехал в Москву, работал в Наркомпросе РСФСР инструктором по вопросам театра в школе, председателем Совета по художественному воспитанию Главного управления социального воспитания, преподавал театральный предмет в Центральном Доме коммунистического воспитания рабочей молодёжи.
С 1921 года учился в Государственных высших режиссёрских мастерских (ГВЫРМ), созданных В. Э. Мейерхольдом и его учеником К. Н. Державиным, позднее преобразованные в Государственные Высшие Театральные Мастерские (ГВЫТМ).
С 1923 года — театральный режиссёр. Руководя Мастерской Педагогического театра, осуществил постановку ряда спектаклей: «Лекарь поневоле» Г. Л. Рошаль и С. Л. Рошаль по пьесе Мольера, «Инженер Семптон» В. П. Строевой и С. Л. Рошаль, «Новоселье», «Басни» по И. А. Крылову. В 1925 году Мастерская Педагогического театра была слита с 1-м Государственным детским театром, которым в то время руководил Ю. М. Бонди, получив название «Педагогический театр», где до 1927 был директором и художественным руководителем. В Театре-студии киноактёра поставил «Грозу» А. Н. Островского. Возглавлял театральную работу в Коммунистическом университете трудящихся Востока и в Центральном доме коммунистического воспитания рабочей молодёжи.
С 1925 года — кинорежиссёр 3-й фабрики Госкино (впоследствии — «Мосфильм»), киностудии «Белгоскино» (ныне «Беларусьфильм»), «Межрабпомфильм», Всеукраинского фотокиноуправления (ВУФКУ), Киевской кинофабрики (ныне Киностудия имени А. Довженко). В 1947—1954 годах — режиссёр на киностудии «Ленфильм».
Член Союза кинематографистов СССР. В 1957 году возглавил Всесоюзную комиссию по работе с кинолюбителями при правлении СК СССР.
Педагог ВГИКа в 1953—1964 годах. В 1970-е годы преподавал в Московском институте культуры, читал курс для новых специалистов — преподавателей режиссуры любительских кинофотостудий. Создатель и художественный руководитель отделения кинофотомастерства в этом вузе.
Григорий Рошаль послужил прототипом режиссёра в мультфильме 1968 года «Фильм, фильм, фильм!» Ф. С. Хитрука, который вспоминал: «Иной раз мы искали прототипы. К примеру, в „Фильме…“ все полагают, что „режиссёр“ — пародия на Эйзенштейна… Эйзенштейн был для меня иконой, на уме был совсем другой — Рошаль. И внешне, и по взрывному темпераменту».
Автор книг и более трёхсот статей по различным вопросам киноискусства.

Могила Г. Л. Рошаля

Г. Л. Рошаль скончался 11 января 1983 года в Москве. Похоронен на Кунцевском кладбище.

### Семья
- Жена — Вера Павловна Строева (урождённая Рихтер; 1903—1991), кинорежиссёр и драматург.
  - Дочь — Марианна Григорьевна Рошаль-Строева (1925—2022), режиссёр игрового кино.
    - Внук — Михаил Георгиевич Фёдоров-Рошаль (1956—2007), художник.
- Сестра — Серафима (Сима) Львовна Рошаль (1906—1971), киносценарист. Была замужем за гастроэнтерологом и гигиенистом Соломоном Михайловичем Бременером.
  - Племянник (приёмный сын сестры) — Макс Соломонович Бременер (1926—1983), прозаик, критик.
- Брат — Моисей Львович Рошаль (1909—1977), актёр, режиссёр, художественный руководитель и главный режиссёр Московского областного театра имени Н. А. Островского.
  - Племянник — Лев Моисеевич Рошаль (1936—2010), киновед, кинодраматург, доктор искусствоведения, заслуженный деятель искусств РСФСР (1987).
- Брат — Михаил Львович (Мендель Лейбович) Рошаль (1903—1942, расстрелян), майор госбезопасности.
- Двоюродный брат — Григорий Яковлевич (Гирша Янкелевич) Рошаль (1888—1950), экономист-нефтяник, заместитель начальника финансового отдела Наркомтяжпрома СССР, Наркомтопа СССР и Наркомнефти СССР, финансового управления Миннефтепрома СССР[8][9].

## Награды и звания
- заслуженный деятель искусств РСФСР (1935)
- народный артист РСФСР (1959)
- народный артист СССР (1967)[4]
- Сталинская премия первой степени (1950) — за фильм «Академик Иван Павлов» (1949)[3]
- Сталинская премия первой степени (1951) — за фильм «Мусоргский» (1950)[3]
- орден Ленина (1978)
- два ордена Трудового Красного Знамени (в том числе 1939)[3]
- орден «Знак Почёта» (1974)
- орден Отечественной войны I степени[3]
- медаль «За доблестный труд в Великой Отечественной войне 1941—1945 гг.»
- медали СССР

## Фильмография

### Режиссёр
- 1926 — Господа Скотинины
- 1927 — Его превосходительство
- 1928 — Саламандра (совместно с М. Доллером)
- 1929 — Две женщины
- 1930 — Человек из местечка
- 1931 — Первое мая в Горловке (документальный)
- 1934 — Петербургская ночь (совместно с В. Строевой)
- 1936 — Зори Парижа
- 1938 — Семья Оппенгейм
- 1939 — В поисках радости (совместно с В. Строевой)
- 1941 — Дело Артамоновых
- 1942 — Батыры степей (Песнь о великане / Казахские новеллы)
- 1946 — Песни Абая (совместно с Е. Ароном)
- 1949 — Академик Иван Павлов
- 1950 — Мусоргский
- 1952 — Римский-Корсаков (совместно с Г. Казанским)
- 1956 — Вольница
- 1957 — 1959 — Хождение по мукам:
  - 1957 — Сёстры (1 серия)
  - 1958 — Восемнадцатый год (2 серия)
  - 1959 — Хмурое утро (3 серия) (совместно с М. Анджапаридзе)
- 1961 — Суд сумасшедших
- 1965 — Год как жизнь
- 1967 — Они живут рядом

### Сценарист
- 1931 — Первое мая в Горловке (документальный)
- 1935 — Новый Гулливер (совместно с А. Птушко и С. Кржижановским)
- 1936 — Зори Парижа (совместно с Г. Шаховским)
- 1938 — Семья Оппенгейм (совместно с С. Рошаль)
- 1950 — Мусоргский (совместно с А. Абрамовой)
- 1952 — Римский-Корсаков (совместно с А. Абрамовой)
- 1953 — Алеко (совместно с А. Абрамовой)
- 1955 — Вольница (совместно с Л. Траубергом)
- 1961 — Суд сумасшедших
- 1965 — Год как жизнь (совместно с Г. Серебряковой)
- 1983 — Букет фиалок (совместно с Т. Кожевниковой и М. Попович)

### Участие в фильмах
- 1964 — Я — кинолюбитель (документальный)
- 1983 — Любовь Орлова (документальный)

## Память
- В Новозыбкове, в память о кинорежиссёре в 1985 году улица Замишевская, где он жил, переименована в улицу имени Рошаля[10].